# Triumph Gloria
La Gloria è una serie di autovetture prodotta dalla Triumph dal 1933 al 1938.

## Storia

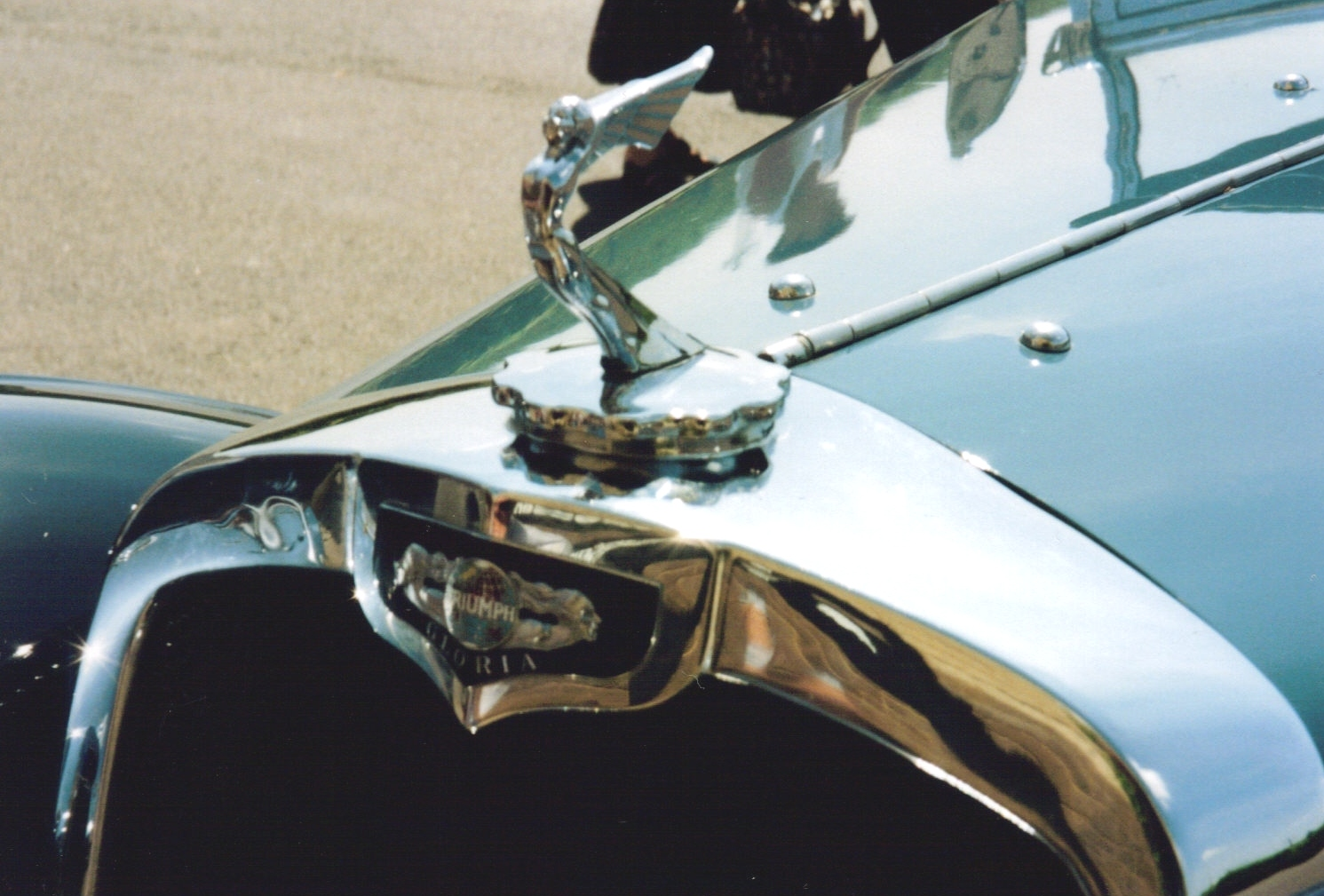
L’emblema installato sulla calandra

Dal 1933 al 1938 la Triumph ha prodotto un'ampia serie di autovetture a cui fu dato il nome "Gloria". Le carrozzerie disponibili sono state berlina quattro porte, roadster due porte, cabriolet due porte, coupé due porte e torpedo quattro porte.
Fu offerta anche una vasta gamma di motori. Più precisamente furono disponibili quattro propulsori a quattro cilindri (di cilindrata 1.087, 1.232, 1.496 e 1.767 cm³) e due motori a sei cilindri (1.467 e 1.991 cm³).
I telai offerti erano due e di diversa lunghezza. Infatti poteva essere presente uno spazio aggiuntivo davanti all'abitacolo nel caso in cui il modello avesse avuto installato i più lunghi motori a sei cilindri. Le sospensioni non erano indipendenti ed erano costituite da balestre semiellittiche. I freni erano idraulici Lockheed con tamburi da 305 mm. Il cambio era a quattro rapporti, ed era disponibile, tra le opzioni, una ruota libera che permetteva la cambiata senza la frizione. La sincronizzazione fu prevista successivamente su alcuni modelli.

## I modelli

### Gloria 9.5 Four
La Gloria 9.5 Four, che fu il modello più piccolo della serie, è stato prodotto dal 1933 al 1938. Aveva installato un motore a quattro cilindri da 1.087 cm³ che erogava 40 CV a 4.000 giri. L'alimentazione era assicurata da carburatori Solex.  Il modello raggiungeva una velocità massima di 106 km/h, ed era in vendita ad un prezzo compreso tra le 285 e le 295 sterline.

### Gloria Monte Carlo
La Gloria di Monte Carlo è stata invece prodotta dal 1934 al 1935. Possedeva la stessa base tecnica della Gloria 9.5 Four. Aveva installato un motore a quattro cilindri da 1.232 cm³ e l'alimentazione era fornita da due carburatori Zenith. Il motore erogava 48 CV a 4.750 giri al minuto. Inizialmente gli ammortizzatori erano della Hartford, che vennero sostituiti in seguito da omologhi componenti della Andre. Il freno di stazionamento agiva direttamente sulla trasmissione. Il prezzo di vendita era di 325 sterline. Donald Healey si piazzò terzo al rally di Monte Carlo del 1934 con un esemplare fortemente modificato della "Gloria Monte Carlo".

### Gloria 10.8 Four
La Gloria 10.8 Four è stata prodotta dal 1935 al 1937. Come la Monte Carlo, aveva la stessa base tecnica della Gloria 9.5 Four. Il motore era a quattro cilindri e possedeva una cilindrata di 1232 cm³. Era dotato di due carburatori Solex che permettevano l'erogazione di 46 CV a 4600 giri. Il modello aveva quattro ammortizzatori idraulici. Il freno di stazionamento agiva sui freni a tamburo posteriori.

### Gloria-Vitesse Four
Il Gloria Vitesse Four è stata prodotta dal 1935 al 1936 ed aveva le stesse specifiche tecniche della Gloria 10.8 Four. Il motore erogava 50 CV a 5.000 giri. Il cambio era sincronizzato a quattro marce.

### Gloria Six
La Gloria Six è stata prodotta nel 1934 e possedeva la stessa base tecnica della Gloria 9.5 Four. Montava un motore a sei cilindri da 1.476 cm³ di cilindrata che era dotato di due carburatori Solex. La potenza erogata era di 44,7 CV a 4.000 giri. La versione "Special" aveva invece un motore che sviluppava 52 CV a 4.600 giri. Il lungo motore richiedeva un passo di dimensioni maggiori, 2.946 mm.

### Gloria Six 15.7 hp
Il modello successore della Gloria Six fu la Gloria Six 15.7 hp, prodotta dal 1935 al 1936. Il suo motore a sei cilindri possedeva una cilindrata di 1991 cm³ ed era dotato di due carburatori "Solex". Questo propulsore erogava 55 CV a 4.500 giri. Il modello raggiungeva una velocità di 116 km/h.

### Gloria Vitesse Six

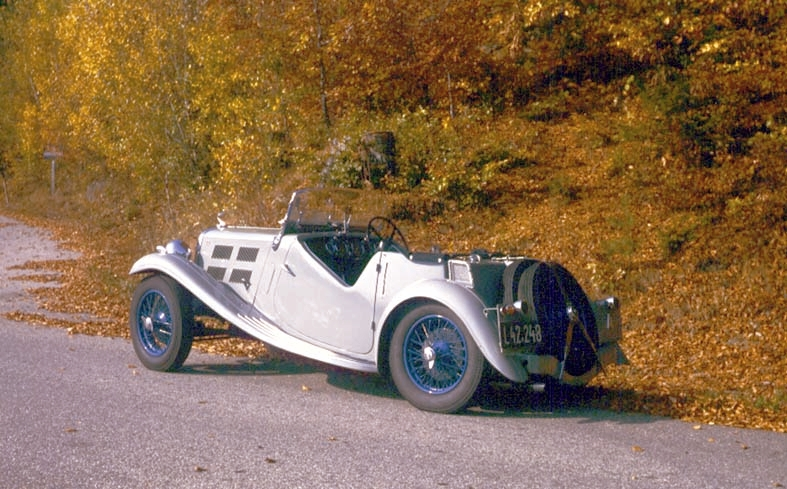
Una Triumph Gloria Southern Cross del 1936

La versione Sport ("Vitesse") della Gloria Six 15.7 hp era dotata di un motore che sviluppava 65 CV a 4.750 giri. Il passo era di 2.946 mm, ed il modello raggiungeva i 127 km/h.

### Gloria 1 1/2-Litre
La Gloria 1 1/2-Litre è stata prodotta solo nel 1937. Il motore installato era un quattro cilindri da 1.496 cm³. Il prezzo era compreso tra le 285 e le 298 sterline.

### Gloria Fourteen
La Gloria Fourteen fu disponibile nel 1938. Aveva installato un motore a quattro cilindri da 1.767 cm³.  Aveva montato uno oppure due carburatori SU, ed il propulsore erogava 65 CV. La base tecnica della vettura era simile a quella della Gloria 1 1/2-Litre. Il prezzo di vendita era di 28 sterline.

### Gloria Southern Cross
Dal 1934 al 1937 è stata prodotta una versione sportive del modello, la Southern Cross, che richiamava il nome già utilizzato sulla Triumph Super 9. La Southern Cross era disponibile con due telai che differivano dalla lunghezza. Quello più corto, che misurava 2,438 mm, era associato al motore a quattro cilindri da 1.232 cm³, mentre quello più lungo da 2.642 mm era collegato al motore a sei cilindri da 1.991 cm³.